# Panegírico (obra de Guy Debord)

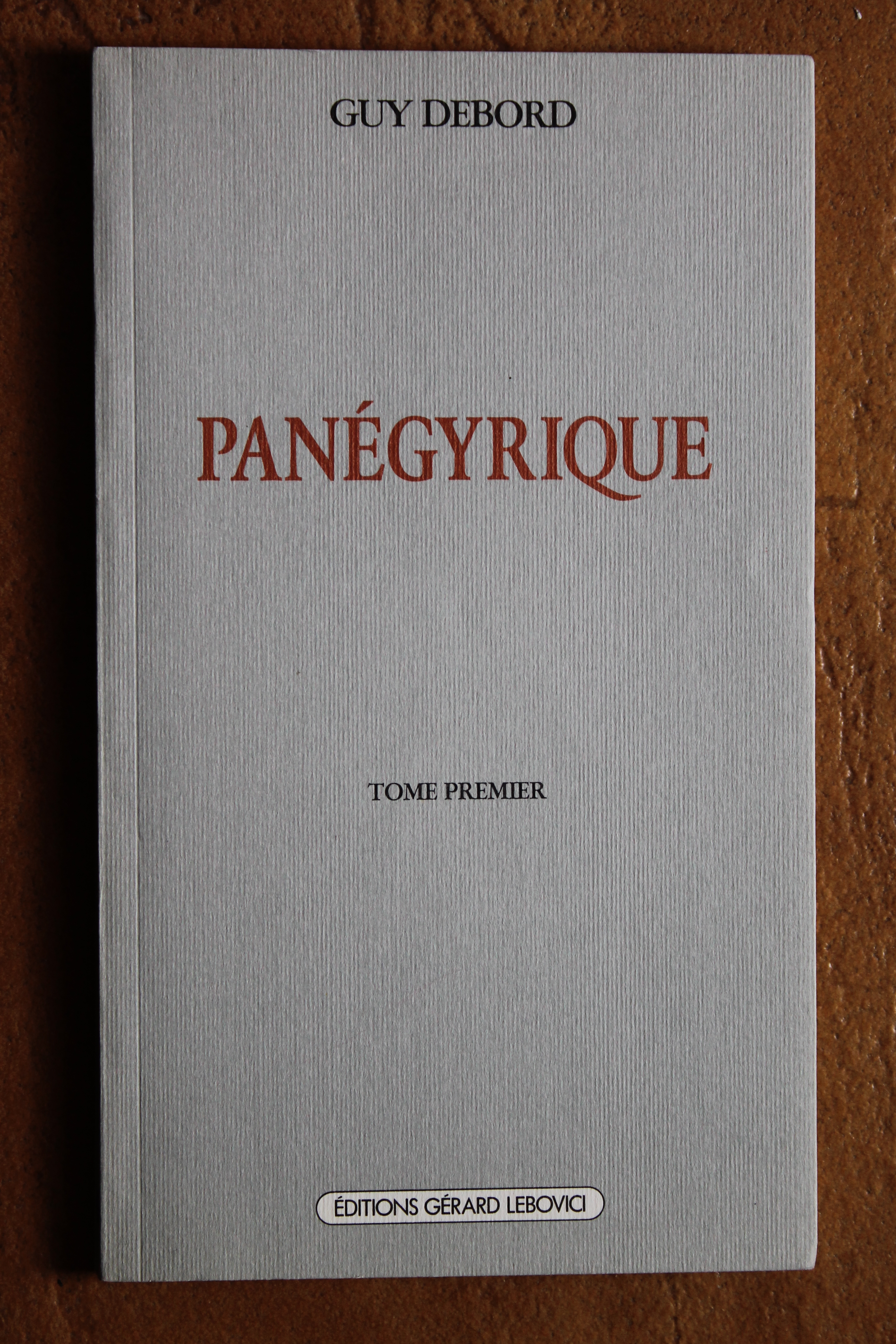
Primera edición francesa de Panégyrique

Panegírico, tomo primero y segundo, (en francés, Panégyrique, tome premier et tome second) son dos libros autobiográficos de Guy Debord publicados en francés en 1989 por Éditions Gérard Lebovici y en 1997 por Arthème Fayard respectivamente.
Los dos libros fueron publicados en español en un solo volumen por la editorial Acuarela Libros en 1999.
Los manuscritos del tomo tercero y los siguientes tomos fueron quemados en la noche del 30 de noviembre de 1994 siguiendo así la voluntad de Guy Debord.

## Panegírico, tomo primero
Este primer volumen, publicado en Francia en 1989, se compone de siete capítulos en los cuales Guy Debord evoca diferentes cuestiones a partir de su propia vida :
- capítulo I : la cuestión del lenguaje a través de la estrategia.
- capítulo II : las pasiones del amor a través de la criminalidad.
- capítulo III : el paso del tiempo a través del alcoholismo.
- capítulo IV : la atracción de los lugares a través de su destrucción.
- capítulo V : el apego a la subversión a través de la represión policial que conlleva continuamente.
- capítulo VI : el envejecimiento a través del mundo de la guerra.
- capítulo VII : la decadencia a través del desarrollo económico.

En Francia, Panegírico, tomo primero es reeditado por Éditions Gallimard desde 1993.

## Panegírico, tomo segundo
El segundo volumen, publicado en Francia en 1997 de forma póstuma, está compuesto por fotografías y citas de autores diversos que sirven para ilustrar la vida de Guy Debord.